# Terex 33-19 "Titan"

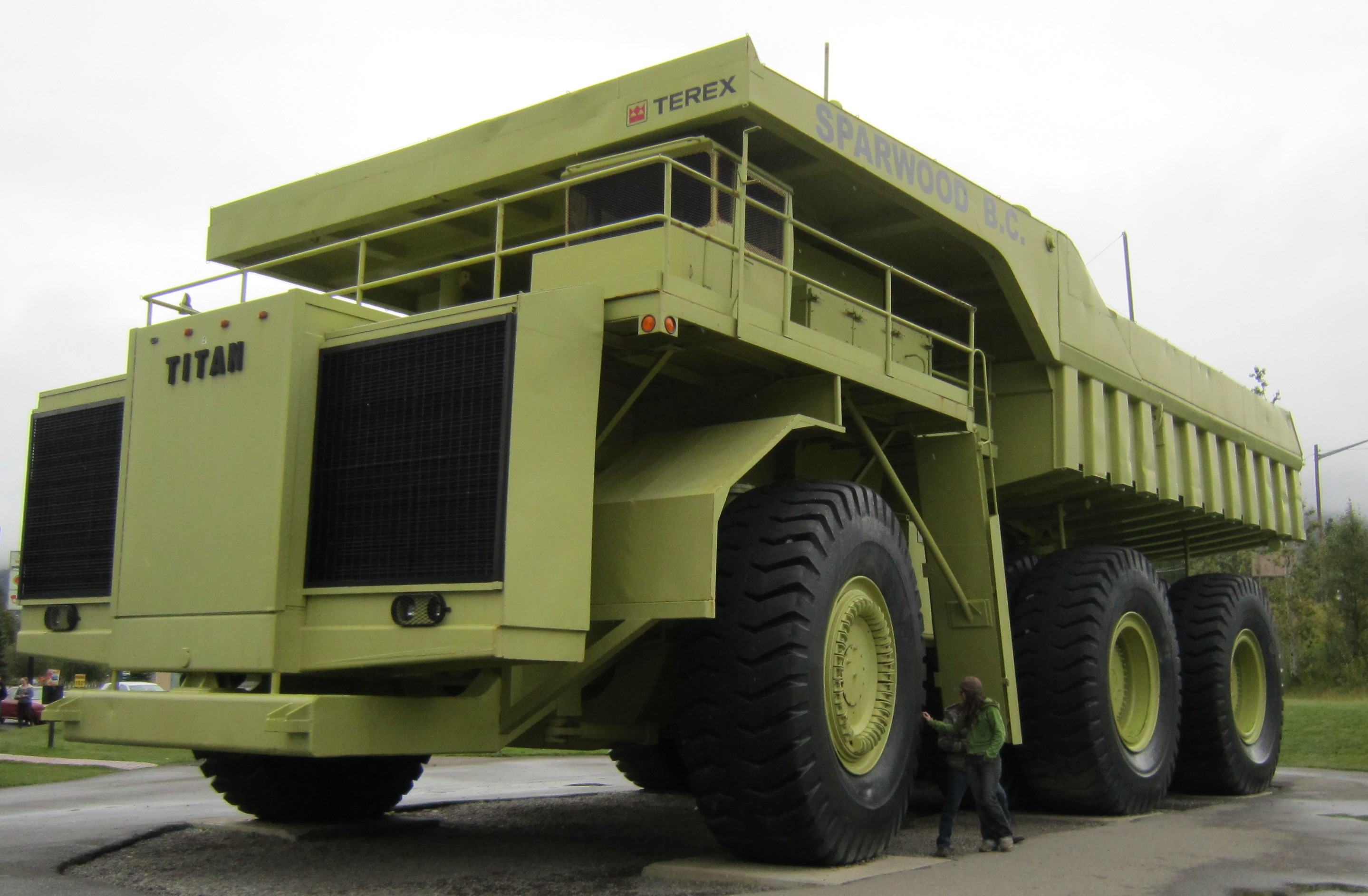
Vedere frontală a lui 33-19 "Titan" restaurat în Sparwood, B.C.

Terex 33-19 "Titan" a fost un prototip de autobasculantă de carieră de clasa ultra, pe ramă rigidă, triaxială, diesel/AC electric powertrain proiectată de Terex Division a General Motors Corporation și asamblată la General Motors Diesel Division în London, Ontario, Canada în 1973. Un singur exemplar de 33-19 a fost produs, și el a fost mai cea mai mare autobasculantă de carieră, de cea mai mare capacitate în lume pentru o perioadă de 25 de ani. După 13 ani în serviciu, "Titan" a fost restaurat și este acum afișat static ca o atracție turistică în Sparwood, BC, Canada.

## Vezi și
- BelAZ 75600
- Bucyrus MT6300AC
- Caterpillar 797
- DAC 120 DE
- Komatsu 960E-1
- Liebherr T 282B

## Legături externe
- Terex 33-19 "Titan" Product Brochure GMD 1946 (PDF) Arhivat în 11 mai 2012, la Wayback Machine. - PDF Cast
- Terex 33-19 "Titan" Tourist Information Arhivat în 3 noiembrie 2014, la Wayback Machine.
- Titan Cam, Sparwood, BC